# 32. Międzynarodowy Festiwal Filmowy w Cannes
32. Międzynarodowy Festiwal Filmowy w Cannes odbył się w dniach 10–24 maja 1979 roku. Imprezę otworzył pokaz amerykańskiego musicalu Hair w reżyserii Miloša Formana.
Jury pod przewodnictwem francuskiej pisarki Françoise Sagan przyznało nagrodę główną festiwalu, Złotą Palmę, ex aequo niemieckiemu filmowi Blaszany bębenek w reżyserii Volkera Schlöndorffa oraz amerykańskiemu filmowi Czas apokalipsy w reżyserii Francisa Forda Coppoli, zaprezentowanemu w wersji nieukończonej. Drugą nagrodę w konkursie głównym, Grand Prix, przyznano radzieckiemu filmowi Syberiada w reżyserii Andrieja Konczałowskiego.

## Jury Konkursu Głównego
- Françoise Sagan, francuska pisarka − przewodnicząca jury[3]
- Sergio Amidei, włoski scenarzysta
- Rodolphe M. Arlaud, szwajcarski dziennikarz
- Maurice Bessy, francuski historyk kina
- Paul Claudon, francuski producent filmowy
- Jules Dassin, amerykański reżyser
- Luis García Berlanga, hiszpański reżyser
- Zsolt Kézdi-Kovács, węgierski reżyser
- Robiert Rożdiestwienski, rosyjski poeta
- Susannah York, brytyjska aktorka

## Filmy na otwarcie i zamknięcie festiwalu
|             | Tytuł    | Reżyseria      | Kraj              |
| ----------- | -------- | -------------- | ----------------- |
| Otwierający | Hair     | Miloš Forman   | Stany Zjednoczone |
| Zamykający  | We dwoje | Claude Lelouch | Francja           |